# Valdilecha
Valdilecha är en kommun i Spanien. Den ligger i den autonoma regionen Madrid, i den centrala delen av landet, 40 km öster om huvudstaden Madrid. Antalet invånare är 3 213 (2024).